# Landschaft um Gößlingen
Die Landschaft um Gößlingen ist ein vom Landratsamt Rottweil am 22. August 1966 durch Verordnung ausgewiesenes Landschaftsschutzgebiet auf dem Gebiet der Gemeinde Dietingen.

## Lage
Das Landschaftsschutzgebiet Landschaft um Gößlingen umgibt das Dorf Gößlingen von der Aue des Schwarzenbachs über den rechten Talhang bis zur oberen Hangkante des Schwarzenbachtals.
Der Talabschnitt liegt hauptsächlich in den geologischen Schichten der Mittleren und Oberen Trias. Die Oberkante des rechten Talhangs reicht bis zur  Psilonotenton- und Angulatenton-Formation des Unteren Juras. Die Talsohle liegt in der Grabfeld-Formation des Mittleren Keupers und wird teilweise von Auenlehm überlagert.

## Landschaftscharakter
Das Landschaftsschutzgebiet wird von Wiesen und Streuobstbeständen geprägt. Im Norden des Gebiets befindet sich ein Waldbestand. Im Süden wird das Gebiet vom naturnahen Schwarzenbach durchflossen, der von einem schmalen Auwaldstreifen begleitet wird.

## Zusammenhängende Schutzgebiete
Ein Teil des Landschaftsschutzgebiets gehört zum FFH-Gebiet Prim-Albvorland.